# Thorn (Limburg)

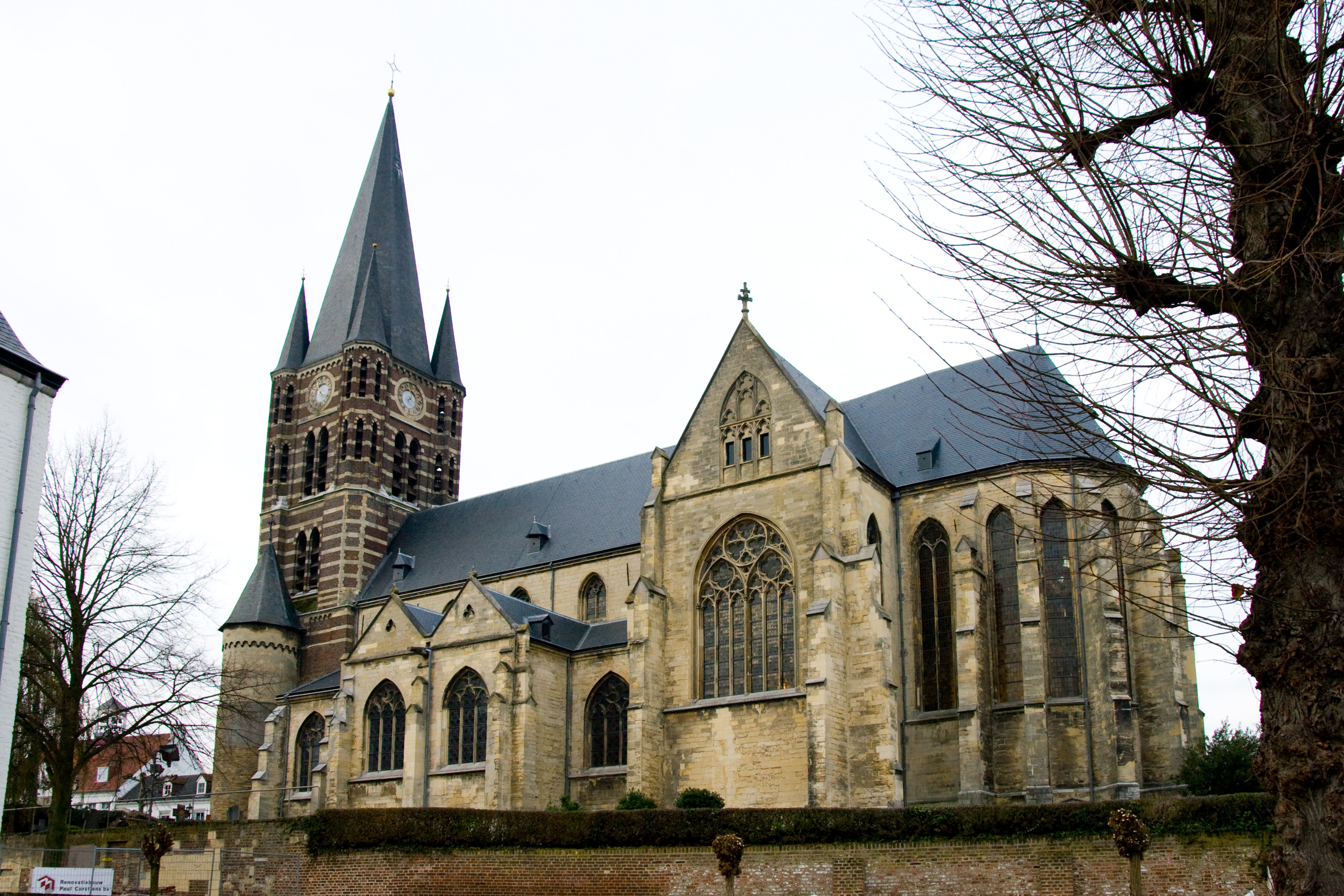
Sint-Michaëlkerk

Thorn (uitspraakⓘ, Limburgs: Thoear) is een stad in de gemeente Maasgouw, in de Nederlandse provincie Limburg. Het is gelegen ten noordoosten van de Belgische plaats Kessenich, ten (zuid)oosten van Ittervoort en ten westen van Wessem.
In 2023 telde Thorn 2.460 inwoners. Het staat bekend als het Witte stadje vanwege zijn witte huisjes in het centrum en was tot 2007 een zelfstandige gemeente. Het stadje ligt tussen Roermond, Echt, Maaseik en Weert in.

## Natuur en landschap
Thorn ligt aan de rand van het laagterras van de Maas, dat hier erg breed is, op een hoogte van ongeveer 25 meter. Ten zuiden van Thorn lopen de Itterbeek (die grensbeek met België is) en verderop de Thornerbeek, in oostelijke richting. Ten zuidoosten van Thorn is dit gebied sterk vergraven door grindwinning, met name het gebied Koningssteen. Hier ontstond de plas De Grote Hegge, die in verbinding staat met de Maas. Het geheel is ingericht als natuurgebied. Een ander natuurgebied, het Meggelveld, ligt ten noordoosten van Thorn. Het is ontstaan rond kleiputten van een Wessemse steenfabriek. Het natuurgebied Vijverbroek ligt ten westen van Thorn in België.
Diverse langeafstandwandelingen lopen door Thorn: Het Pelgrimspad, het Grenslandpad en een tak van de Jacobsweg.

## Geschiedenis
Tot de ontginning in de tiende eeuw was het gebied rond Thorn heel moerassig. Aan de rand van dit moeras liep de Romeinse heirbaan van Maastricht naar Nijmegen. Graaf Ansfried, die getrouwd was met Hilsondis (ook Hereswind, Hereswint, Hereswintha, Hilsuïndis, Hereswijt of Hildewaris), stichtte omstreeks 990 op een hoogte dicht bij de Maas een klooster voor benedictinessen. Ansfrieds dochter, in de overlevering later Benedicta genoemd, werd van dit klooster de eerste abdis. Deze Abdij van Thorn ontwikkelde zich vanaf de 12e eeuw tot een wereldlijk stift, een kloostergemeenschap waarin de orderegels vrijzinnig werden geïnterpreteerd. In het Damesstift konden alleen ongetrouwde vrouwen uit de hoge adel intreden. Vrouwen binnen de orde die wel wilden trouwen, woonden buiten de kloostermuren in eigen huizen. Veel woningen van deze Stiftdames zijn bewaard gebleven, zoals het uit 1648 afkomstige Huis met de drie kogels. In de achttiende eeuw werd het vorstendom Thorn zo een pleisterplaats voor de hoogadellijke dochters van de Europese rijksvorsten en -graven. Ze werden er klaargestoomd voor een huwelijk met een man van stand.
Het stift groeide uit tot een klein zelfstandig vorstendom, het Abdijvorstendom Thorn. Dit was het kleinste soevereine staatje binnen het Heilige Roomse Rijk. Tot het Land van Thorn behoorden Thorn, Ittervoort, Haler, Grathem, Stramproy, Baexem en Ell. Het vorstendommetje was rijk en had ook bezittingen elders, zoals in de omgeving van Breda. Hilsondis had daar verschillende bezittingen, waaronder een hof (curtis) in Gilze.
In 1007 verkreeg Thorn markt- en tolrecht. In de 13e eeuw werden stadsrechten verleend. Het stadje werd gedeeltelijk omwald. Binnen de omwalling lag een ommuurd gedeelte, de immuniteit, die toebehoorde aan de abdij. Verder was er een burgerlijk centrum en in het noorden werd landbouw bedreven.
In 1645 vond een stadsbrand plaats waarbij vele huizen verloren gingen.
Onder de Fransen kreeg Thorn zwaar te lijden. Toen kreeg Thorn ook zijn kenmerkende witte kleur. Nadat de adellijke dames in 1794 gevlucht waren, voerden de Fransen een belasting in op basis van de omvang van de ramen. De arme bevolking, vaak wonend in grote panden, die voorheen hadden toebehoord aan rijke lieden, kon deze niet opbrengen. Om de hoogte van de belastingaanslag te beperken, metselde men de ramen dicht. Met het doel deze bouwsporen (“littekens van de armoede”) te verbergen, werden de huizen wit gekalkt.
De Abdijkerk van Thorn werd in gebruik genomen als parochiekerk. De oorspronkelijke parochiekerk, die uit de 13e eeuw stamde, werd in 1817 afgebroken.
Door die witte huisjes en de rust van de stad werd Thorn al gauw geliefd bij kunstenaars en toeristen. Bij de deling van de provincie Limburg in 1839 bleef Thorn bij Nederland. Tijdens de Tweede Wereldoorlog werd Thorn op 25 september 1944 door het Belgische leger bevrijd. In de tweede helft van de 20e eeuw breidde Thorn uit met een woonwijk ten noorden van het stadje. In 1973 kreeg de oude kern van Thorn nationale erkenning en werd het aangewezen tot beschermd stadsgezicht.
Voordat Thorn op 1 januari 2007 werd samengevoegd met de andere gemeenten Maasbracht en Heel tot de nieuwe gemeente Maasgouw was Thorn een zelfstandige gemeente. Op 1 november 2006 had de gemeente Thorn een inwonertal van 2594 mensen (bron: CBS) en een oppervlakte van 6,60 km² (waarvan 2 km² water). Op 1 januari 2013 had de kern Thorn 2392 inwoners (bron: gemeente Maasgouw), een afname van 202 inwoners (7,8 %). Dit aantal was in 2021 weer gestegen naar 2490 inwoners (bron: CBS).

## Bezienswaardigheden

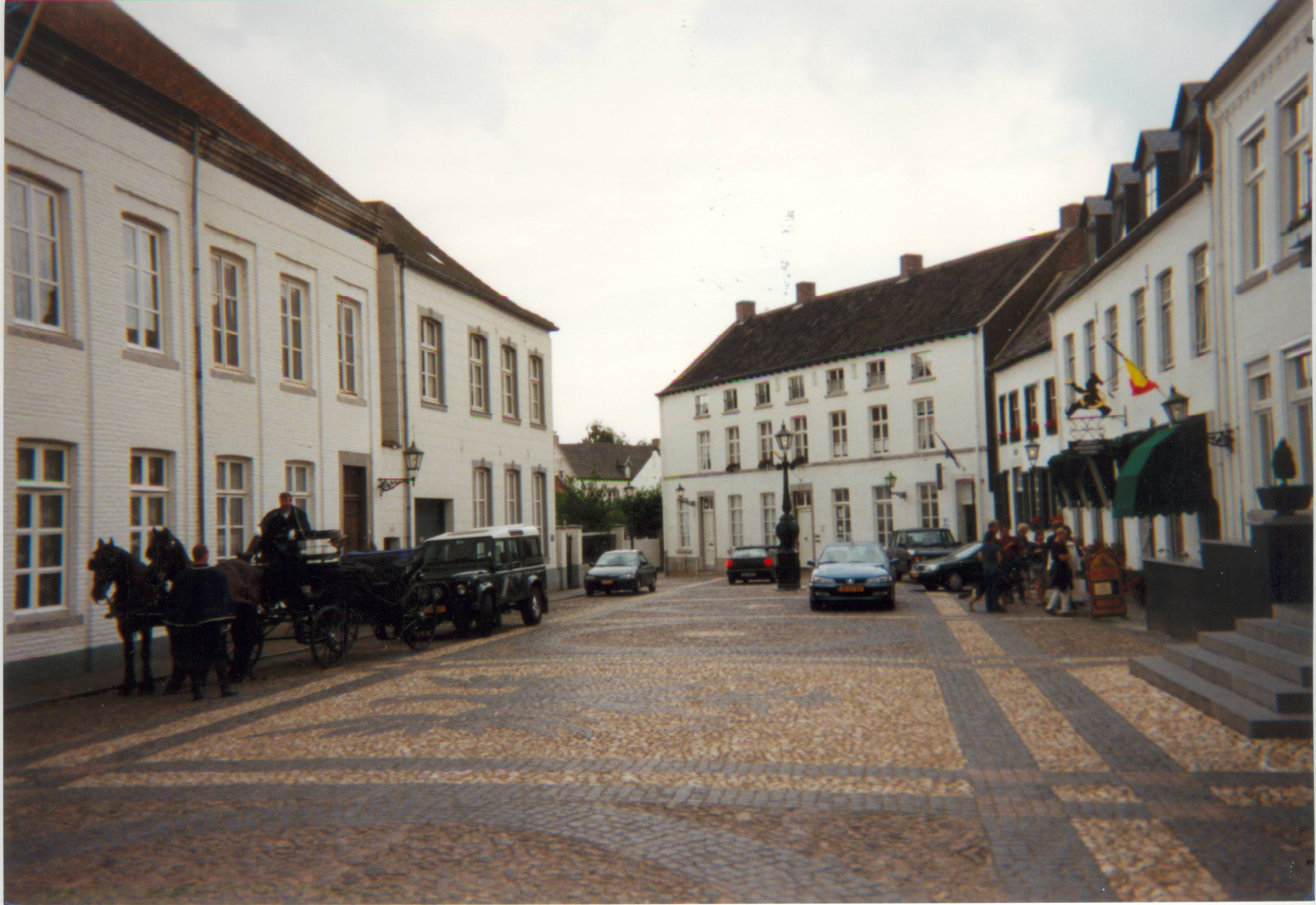
Thorn staat bekend als het witte stadje

- De kern als geheel, met zijn statige witte huizen, is een beschermd stadsgezicht. De straten zijn met Maaskeien geplaveid. Het stadje bevat een groot aantal rijksmonumenten.
- De Sint-Michaëlkerk of Stiftskerk in Thorn is een parochiekerk waarvan de delen grotendeels uit de 14e eeuw stammen. Het was de stiftskerk van de Benedictijner Rijksabdij in Thorn. Het is een gotische kruisbasiliek met een oostelijke crypte onder de kruising en het koor. Er is een verhoogd "vorstinnekoor" in het zuidelijke dwarspand dat ooit dicht bij het paleis van de abdis lag. De onderbouw van de toren is een restant van het westwerk van de oudere romaanse kerk. Na de opheffing van het klooster in 1797 werd de oude parochiekerk gesloopt en nam de gemeente deze kerk in gebruik. De beroemde neogotische architect P.J.H. Cuypers restaureerde in de 19e eeuw de kerk. Cuypers liet de oostelijke kapellen slopen en verhoogde de toren. In de nabijheid van de kerk staat een Heilig Hartbeeld uit 1925.
- De Abdij van Thorn werd na 1797 gesloopt. Enkele overblijfselen zijn: Een 16e-eeuwse laatgotische muur aan de Hofstraat die mogelijk een restant is van het paleis van de abdis; de puntgevel van de schuur aan Hofstraat 10; de voormalige abdijkeuken (Hofferkeuken) aan Hofstraat 12; delen van de immuniteitsmuur aan Kloosterberg en Wijngaard; een van de zeven immuniteitspoorten aan de Kloosterberg; de boerderij aan Hofstraat 14 die fungeerde als neerhof.
- Het voormalig Begijnhof, aan Kloosterberg 1.
- Diverse kanunnikenhuizen
- Het voormalig Munthuis aan Daalstraat 3. Thorn verkreeg in de 10e eeuw muntrecht, wat in 1582 officieel werd opgeheven, maar tot in de 17e eeuw hebben de abdissen nog munten geslagen. Het huidige huis heeft een 18e-eeuws aanzien.
- De Oude School aan Hofstraat 4-6 werd opgericht in 1701, toen de kloosterschool te klein werd. Het gebouw heeft twee naast elkaar gelegen puntgevels.
- De Kraekermolen, een voormalige watermolen uit 1880.
- Molenromp Zeldenrust.
- De Grote Hegge, aan Waterstraat 9, een voormalig omgracht herenhuis.
- Huis Groenenberg, aan Onder de Bomen 2, een voormalig omgracht herenhuis.
- Een groot aantal woonhuizen, zoals Daalstraat 5 (1627); Hofstraat 3 (1688); Hoogstraat 34 (1714); Hoogstraat 12-14 (mogelijk 18e-eeuwse kern, vensters gewijzigd in 1860); Hofstraat 1; Daalstraat 9; Bogenstraat 17 (alle drie met mogelijk 18e-eeuwse kern); Hoogstraat 15 (18e-eeuwse gevel); Trippaardstraat 3 (1739); Bogenstraat 16 (1664), waar Elisabeth van Manderscheidt-Blanckenheim een christelijk leerhuis (godsdienstschool) stichtte; Bogenstraat 24 (1751); Bogenstraat 4 en 18 (18e-eeuwse topgevels).
- Een aantal historische langgevelboerderijen, zoals Segershof 1 (Zegershof, uit 1899); Wijngaard 3 (mogelijk 16e-eeuwse kern); Bogenstraat 11 (17e eeuw); Waterstraat 1, 3 en 5 (19e-eeuws); Trippaardstraat 5; Holstraat 13-15 (1871); Wal 16 (1866).
- Pomp aan Bogenstraat, uit 1740, in barokstijl.
- Gietijzeren pomp en tevens lantaarnpaal, aan de Wijngaard, uit einde 19e eeuw.
- Monument voor Pieter Hubertus Baltazaar Motké, uit 1874.
- Sint-Barbarabeeld, monument voor de mijnwerkers
- Thorn kent een 15-tal kapelletjes, waarvan de belangrijkste zijn:
  - Rijksmonumenten
    - De Sint-Barbarakapel, aan Eerste Holleweg van de Baarstraat
    - De Sint-Annakapel, aan de hoek Boekenderweg/Sint-Annapad
    - De Sint-Antoniuskapel, aan de Heerbaan
    - De Loretokapel of Kapel Onder de Linden, aan Kapel 4
    - De Sint-Hubertuskapel, aan hoek Ittervoorterweg/Heerbaan
    - De Sint-Rochuskapel, aan de Heerbaan

  - Overige
    - De Sint-Ansfriedkapel, uit 1985, aan de Schoolstraat
    - De Sint-Catharinakapel, herbouwd in 2002, aan het Hagenbroek
    - De Heilige-Familiekapel, herbouwd in 1998, aan de Baarstraat
    - De Sint-Jacobuskapel, gebouwd in 2000, aan de Kessenicherweg
    - De Sint-Jobkapel, herbouwd in 2006, aan Aan Sint-Job
    - De Onze-Lieve-Vrouw-van-Rustkapel, mogelijk begin 19e eeuw, gerestaureerd in 1962, aan het Hagenbroek, ingebouwd in een muur
    - De Sint-Nepomucenuskapel, omstreeks 1900, verving een kapel uit 1742, aan het Lindepad
    - De Sint-Petruskapel, herbouwd in 1993, aan de Panheeldersteeg
    - De Sint-Jozefkapel, aan de Baarstraat

## Musea
- Gemeentemuseum Het Land van Thorn, aan Wijngaard 14
- Museum Abdijkerk Thorn, aan Wijngaard 11, zie Sint-Michaëlskerk (Thorn)

## Economie
Een belangrijke inkomstenbron is het toerisme: Thorn kent talrijke horeca-instellingen en een groot vakantiepark. Op Eind 1-3 werd omstreeks 1890 een stroopfabriek opgericht, "De Hof" genaamd. Deze was gevestigd in een pand uit 1830.
Ook de grofkeramische industrie was en is in Thorn vertegenwoordigd: Stoomdakpannenfabriek Hendrik van de Boel had een kantoor en fabrikantenwoning aan Trippaardstraat 34, gebouwd in 1895. Deze fabriek werd in 1740 opgericht. De fabriek had een windmolen als krachtbron, en in 1850 werd een stoommachine geplaatst. In 1965 werd de fabriek geautomatiseerd, en in 2004 sloot de fabriek. Aan Meers 38 bevindt zich de Steenfabriek "Thorn", later overgenomen door Wienerberger.
Na de Tweede Wereldoorlog werd er veel grind gewonnen in het gebied Koningssteen, waardoor onder meer de plas De Grote Hegge ontstond. Deze plas met omgeving wordt benut als natuur- en recreatiegebied.

## Legende
Volgens de overlevering lag er ooit tussen Thorn en Kessenich een legendarisch verdwenen dorp met de naam Vijvere. Dat zou verzonken zijn als straf van God. Daar ligt thans het moeras het Vijverbroek.

## Verenigingsleven
In Thorn bevinden zich een aantal verenigingen:
- Stoeterij de Nachtegaal Thorn
- Hengelsportvereniging "het Alfje"
- Windsurfvereniging Thorn
- Toneelvereniging Applaus Thorn
- Jeugdwerk Thorn
- Diverse buurtverenigingen: De Tram, Kapelzicht, De Waterkant, De Munt, De Pomp en Den Hemel
- Schutterij St. Ansfried
- Schutterij St. Michaël
- VV de Geitebuk
- FC Maasgouw
- Zaalvoetbalvereniging Amicitia/Bert Zeegers
- EHBO-vereniging Thorn
- Bridgeclub Thorn a tous
- Dartvereniging de Pegelpikkers
- Postduivenvereniging De gevleugelde Vrienden
- Harmonie St. Michaël
- Thorensis vrouwenkoor
- Koninklijke Harmonie van Thorn

De beide harmonieorkesten van Thorn genieten landelijke faam. In 1999 maakte Hans Heijnen voor de NPS de documentaire Bokken en geiten, over de rivaliteit tussen deze twee harmonieorkesten. In deze documentaire, die geheel in het lokale dialect is opgenomen, wordt geschetst hoe deze rivaliteit het sociale leven in het stadje bepaalt.

## Bereikbaarheid
Thorn is te bereiken met het openbaar vervoer door Arriva vanaf Weert en Roermond (lijn 73). De snelweg A2 heeft een aansluiting met die plaats (aansluiting 41).

## Geboren of woonachtig geweest in Thorn
- Leon van Acht (1899-1991), dirigent, muziekpedagoog en fluitist
- Henrie Adams (1959-2022), dirigent en hoboïst
- Léon Adams (1939–2006), dirigent en muziekpedagoog
- Frans van den Berg (1919–1989), kunstschilder
- Jos van de Braak (1958), dirigent, arrangeur, musicoloog, klarinettist en muziekuitgever
- Eef Brouwers (1939-2018), journalist, nieuwslezer, ereburger van Thorn
- Jan Cober (1951) dirigent en klarinettist
- Truus Coumans (1931-2019), beeldhouwer
- Emil Crasborn (1920–1990), politicus
- Guido Geelen (1961), beeldhouwer
- Jacoba Greven (1920–1999), schilderes en tekenares
- Willem Hermans (1601-1683), orgelbouwer
- Pierre Kuijpers (1945), muziekpedagoog, dirigent en hoboïst
- Pieter Hubertus Baltazaar Motké (1826–1872), ambtenaar (inspecteur-generaal)
- Harry H.M. Ramakers (1913–1997), componist, dirigent en contrabassist
- Mat Schreurs (1951), dirigent en trompettist
- Désirée Tonnaer (1955), beeldhouwer, keramist
- Jos Tonnaer (1852-1929), architect
- Thijs Tonnaer (1955), dirigent en klarinettist

## Fotogalerij

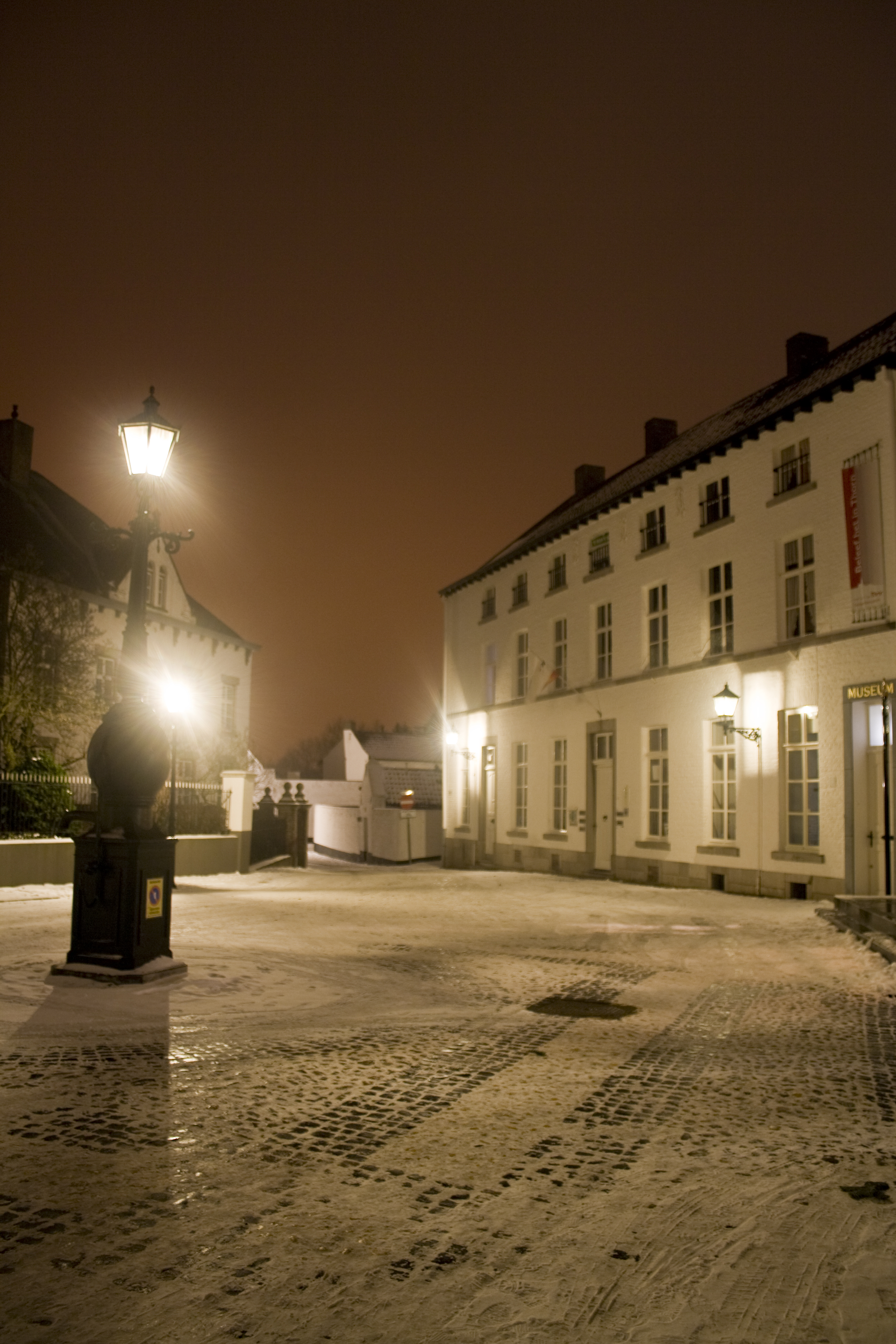
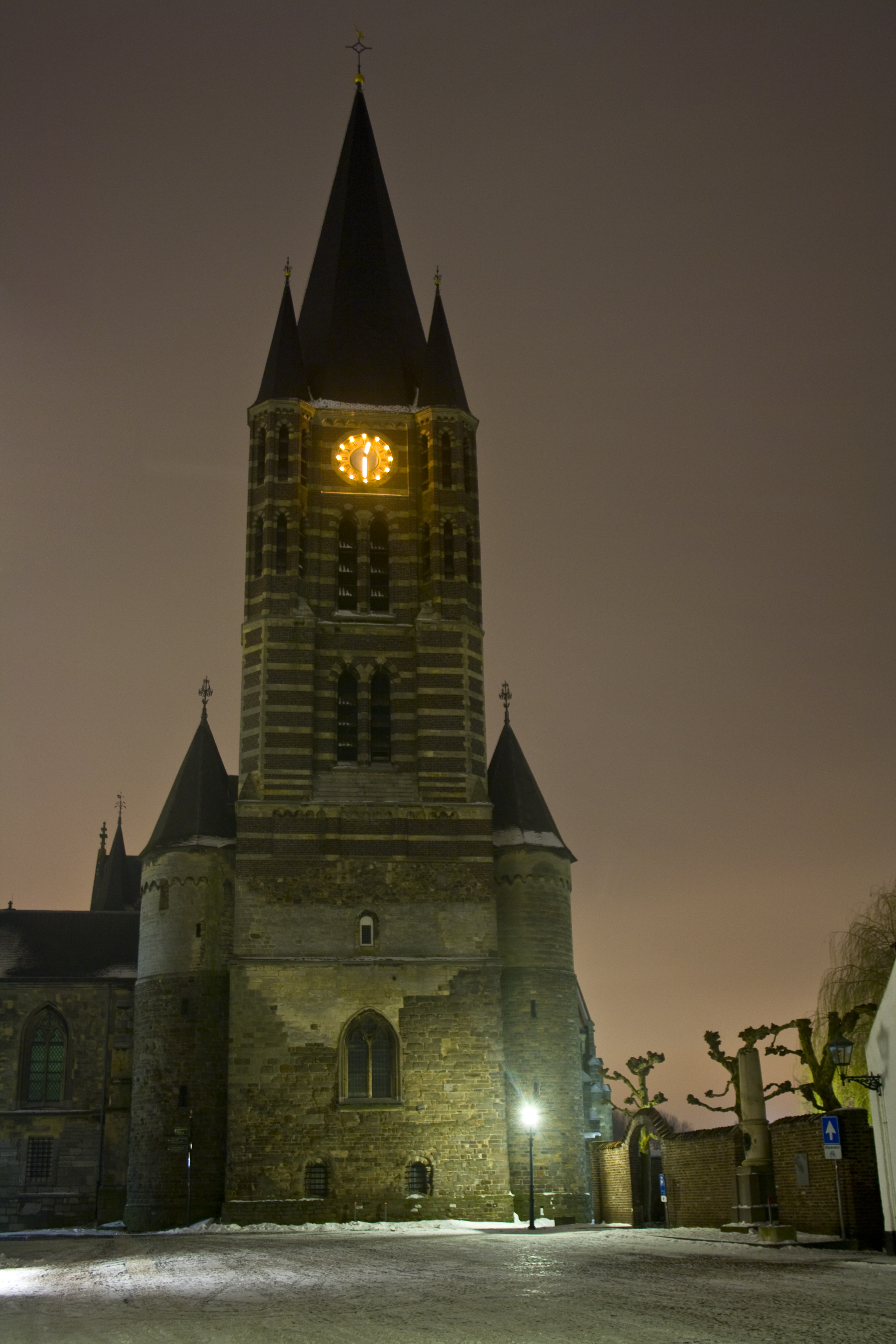
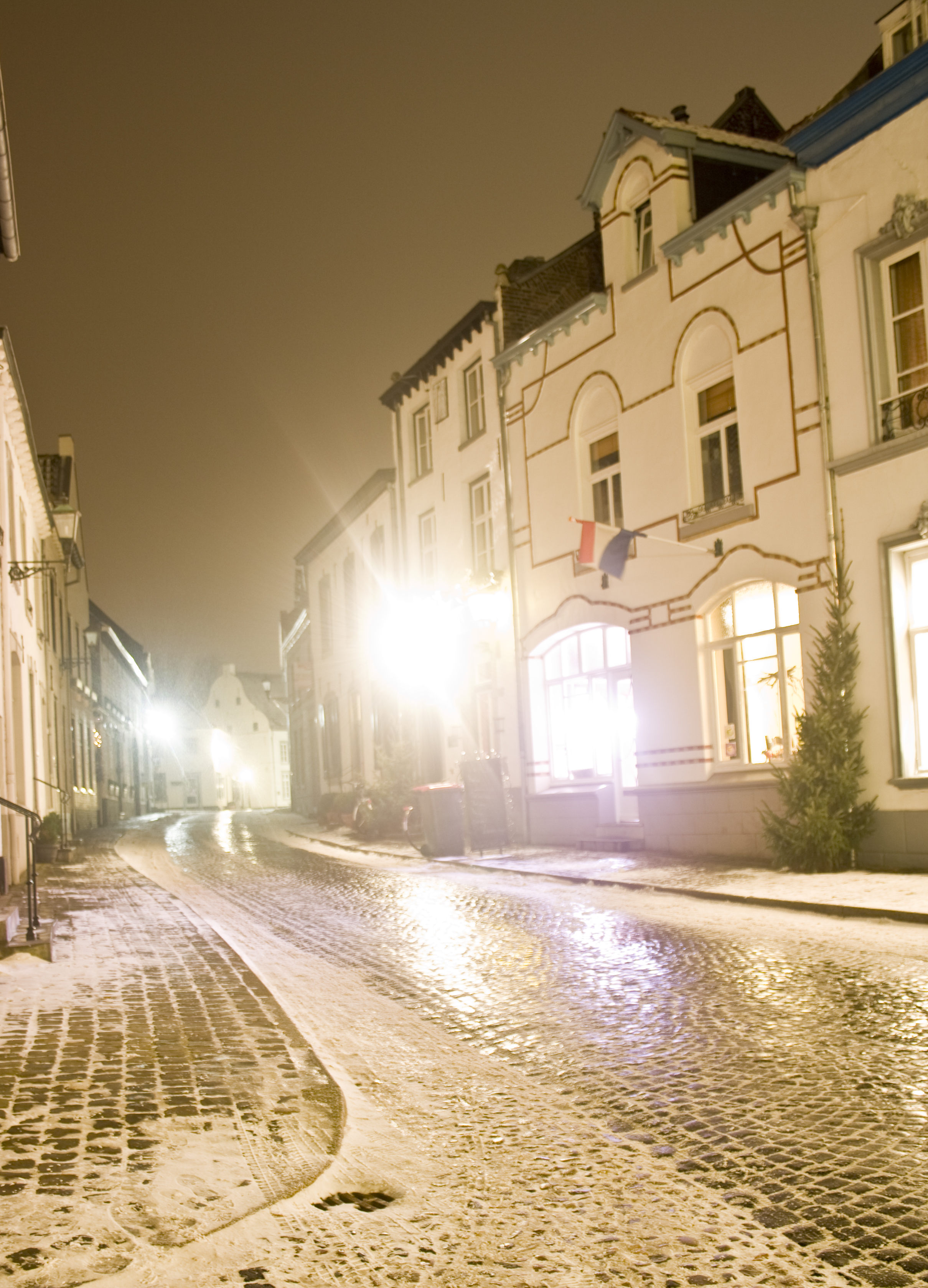
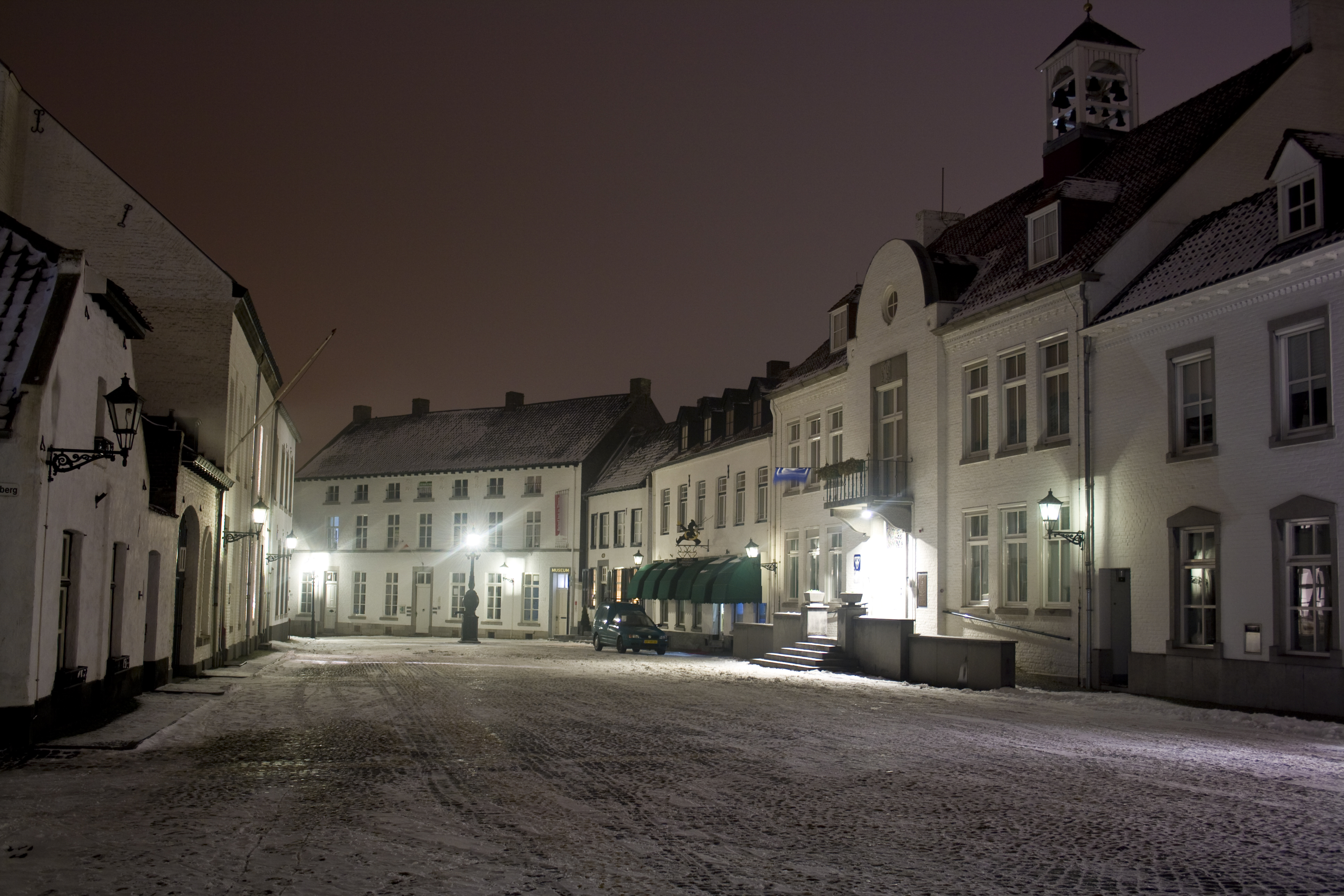
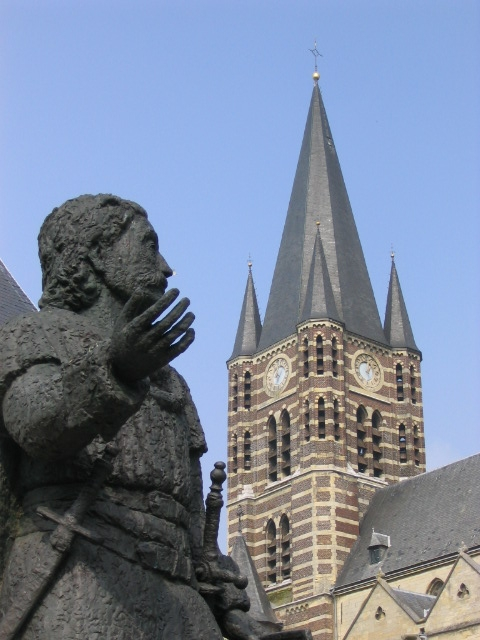
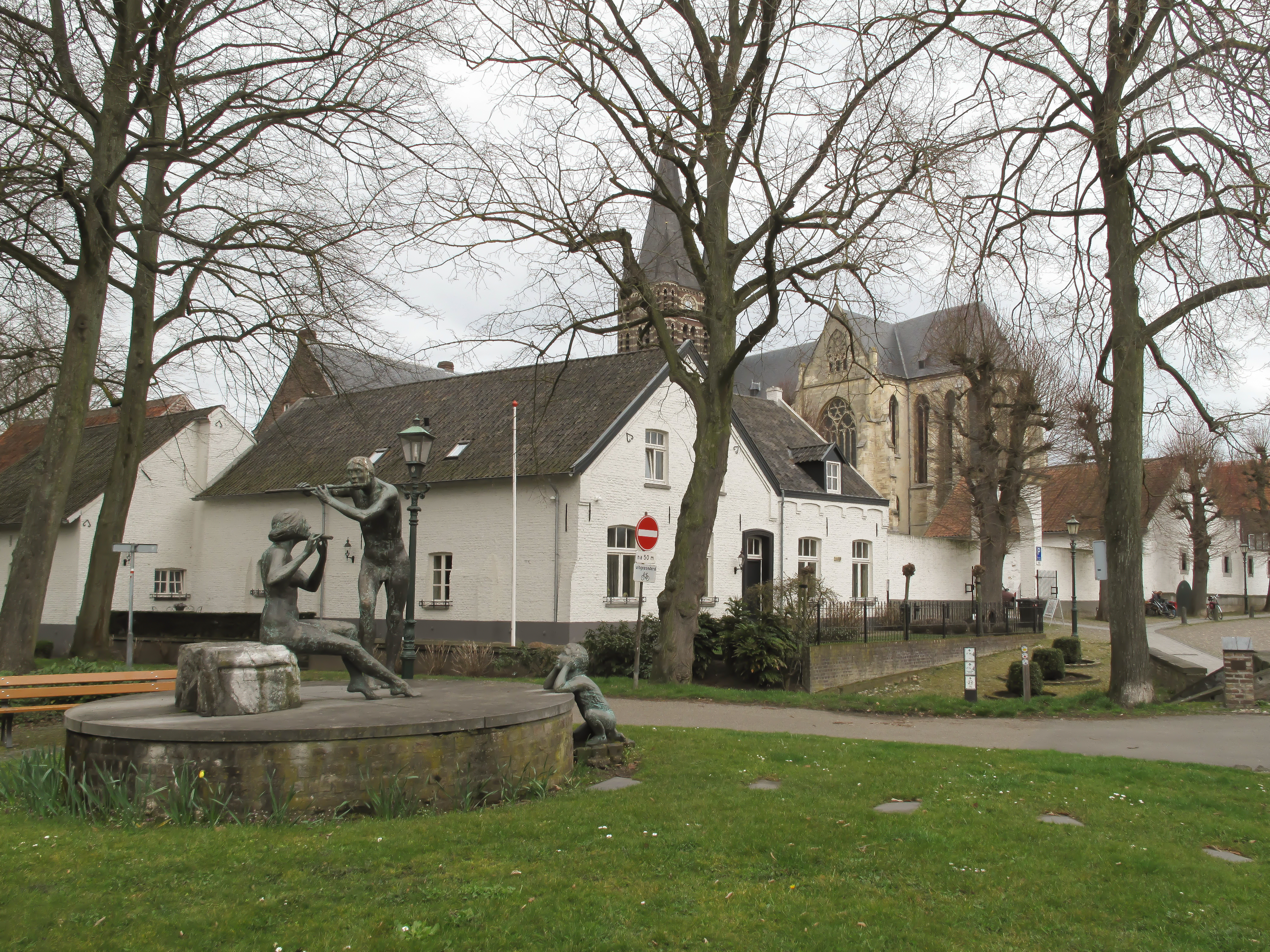
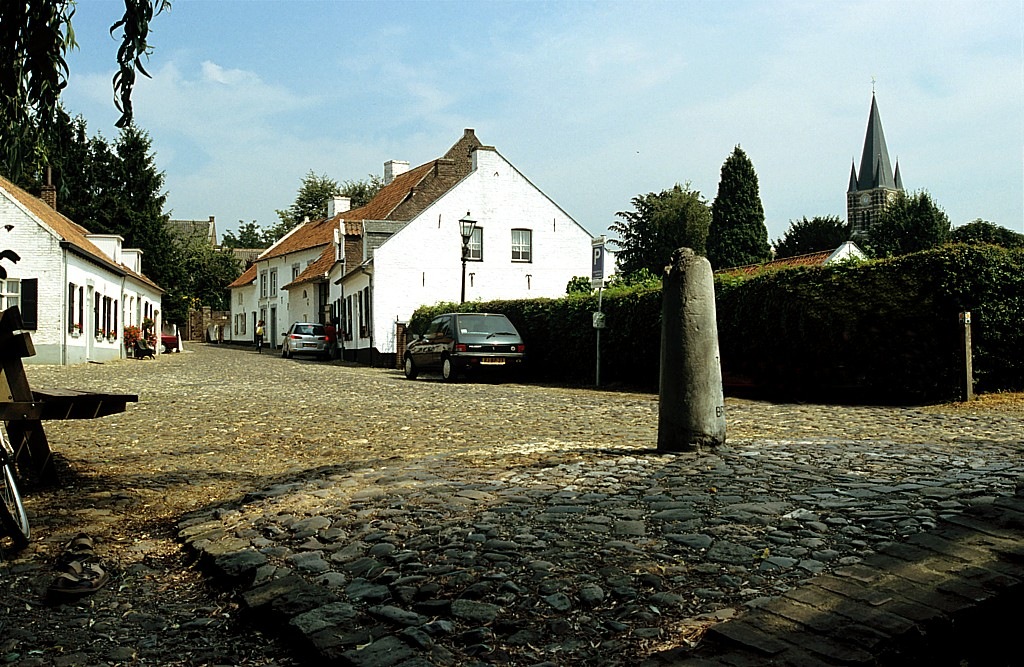
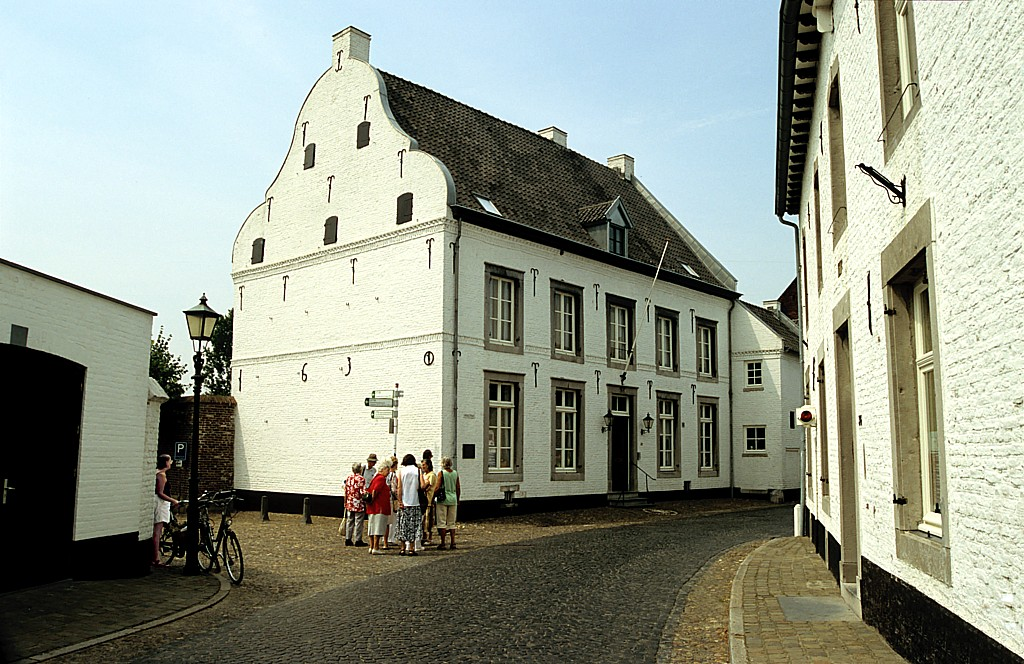
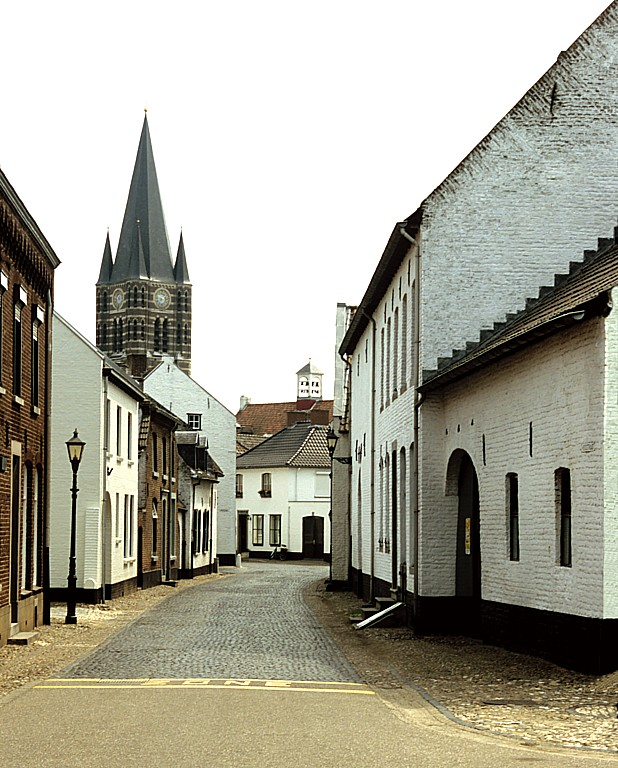
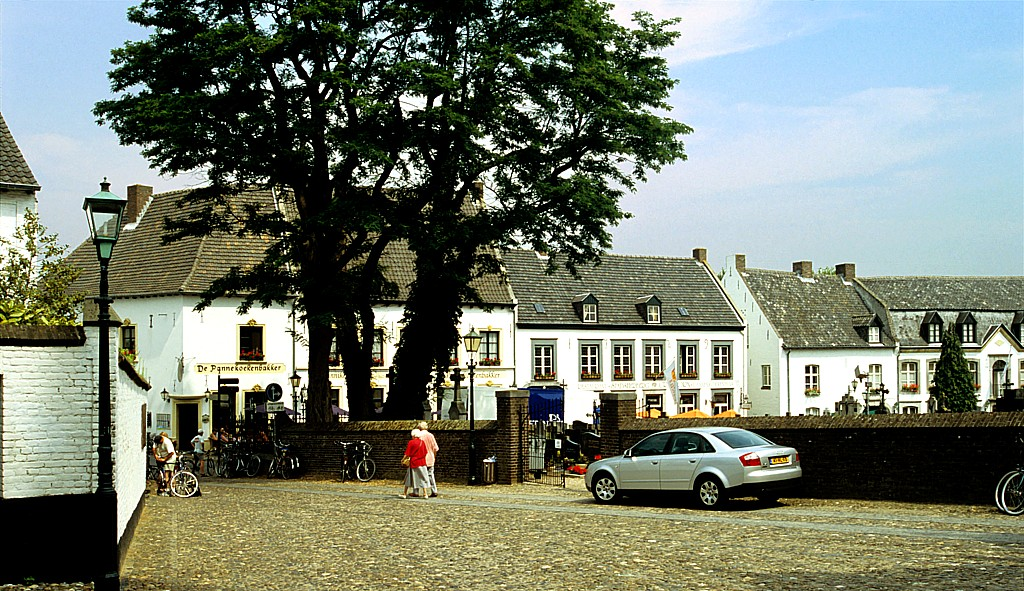
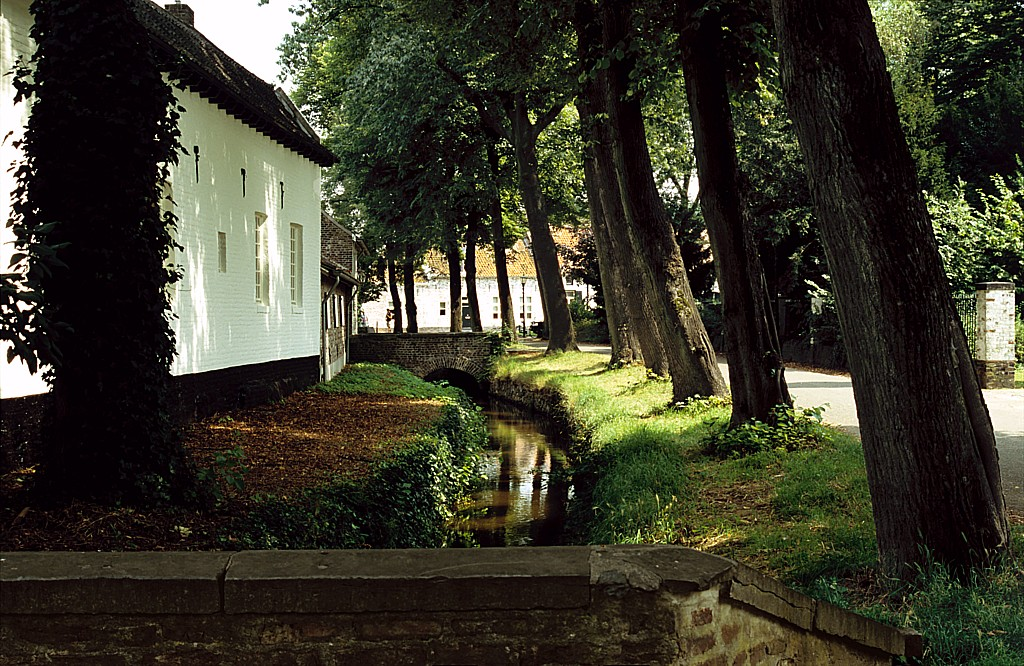
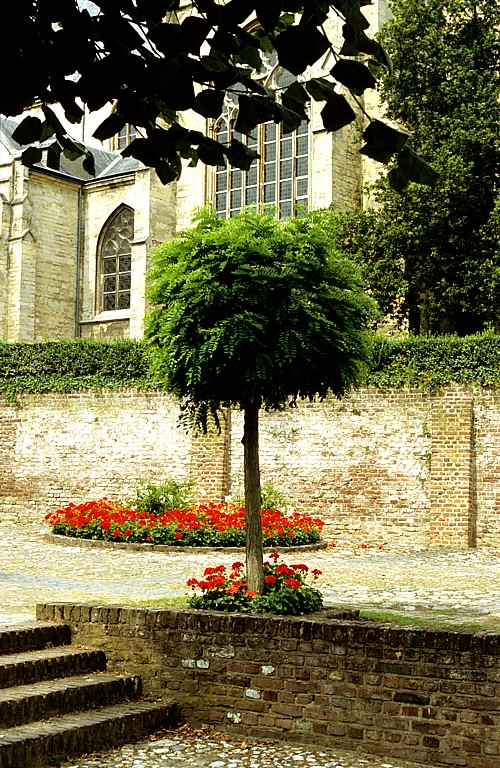
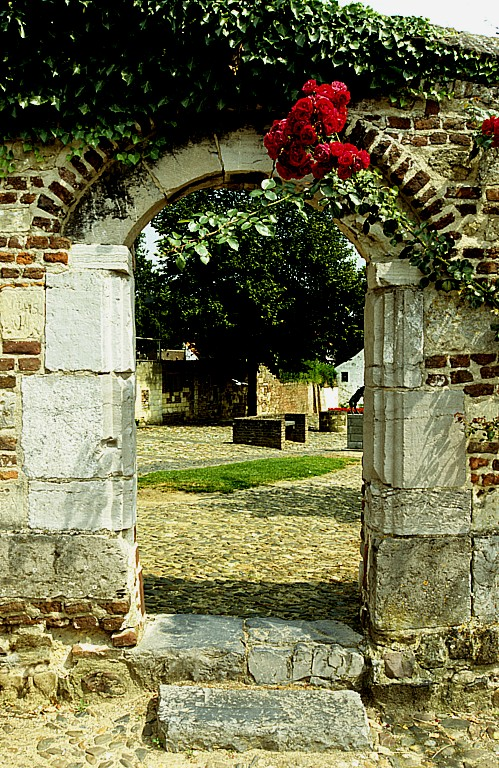
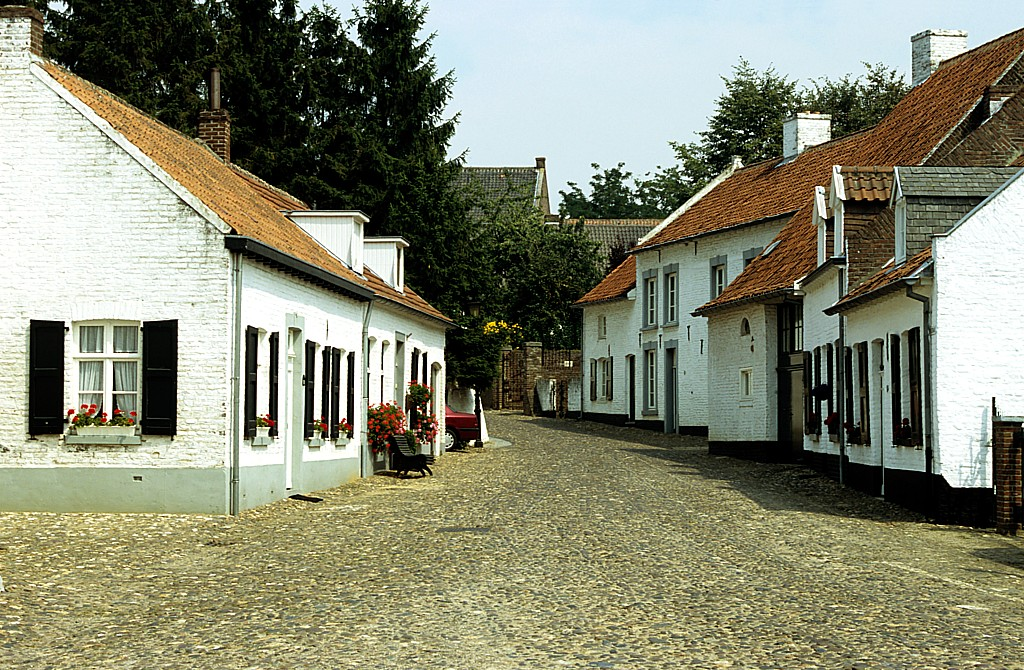
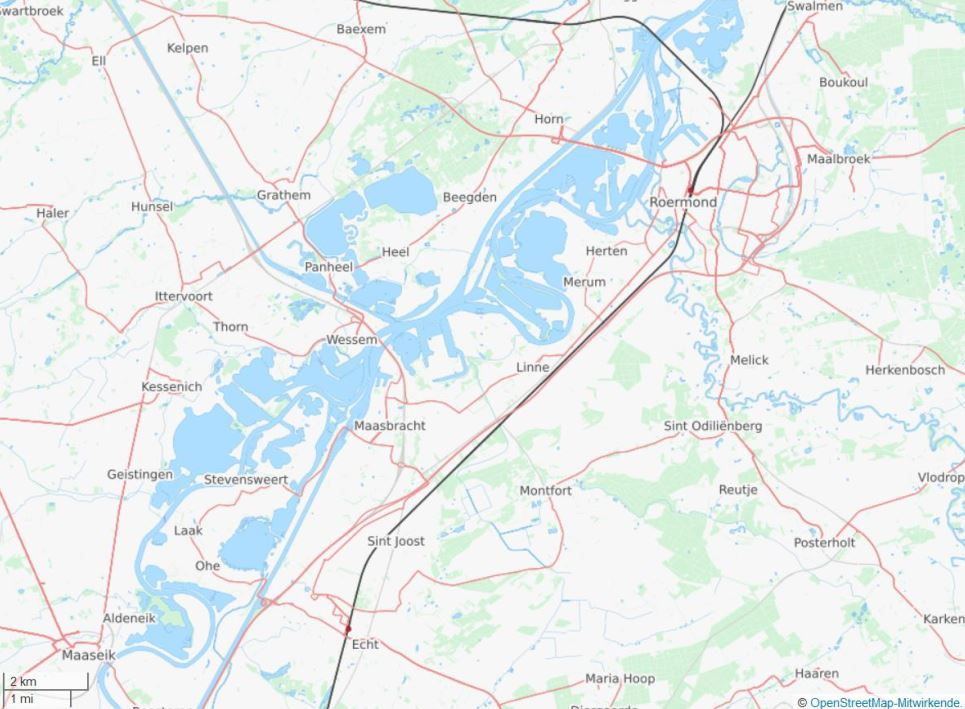
Thorn aan de Maas en de Maasplassen
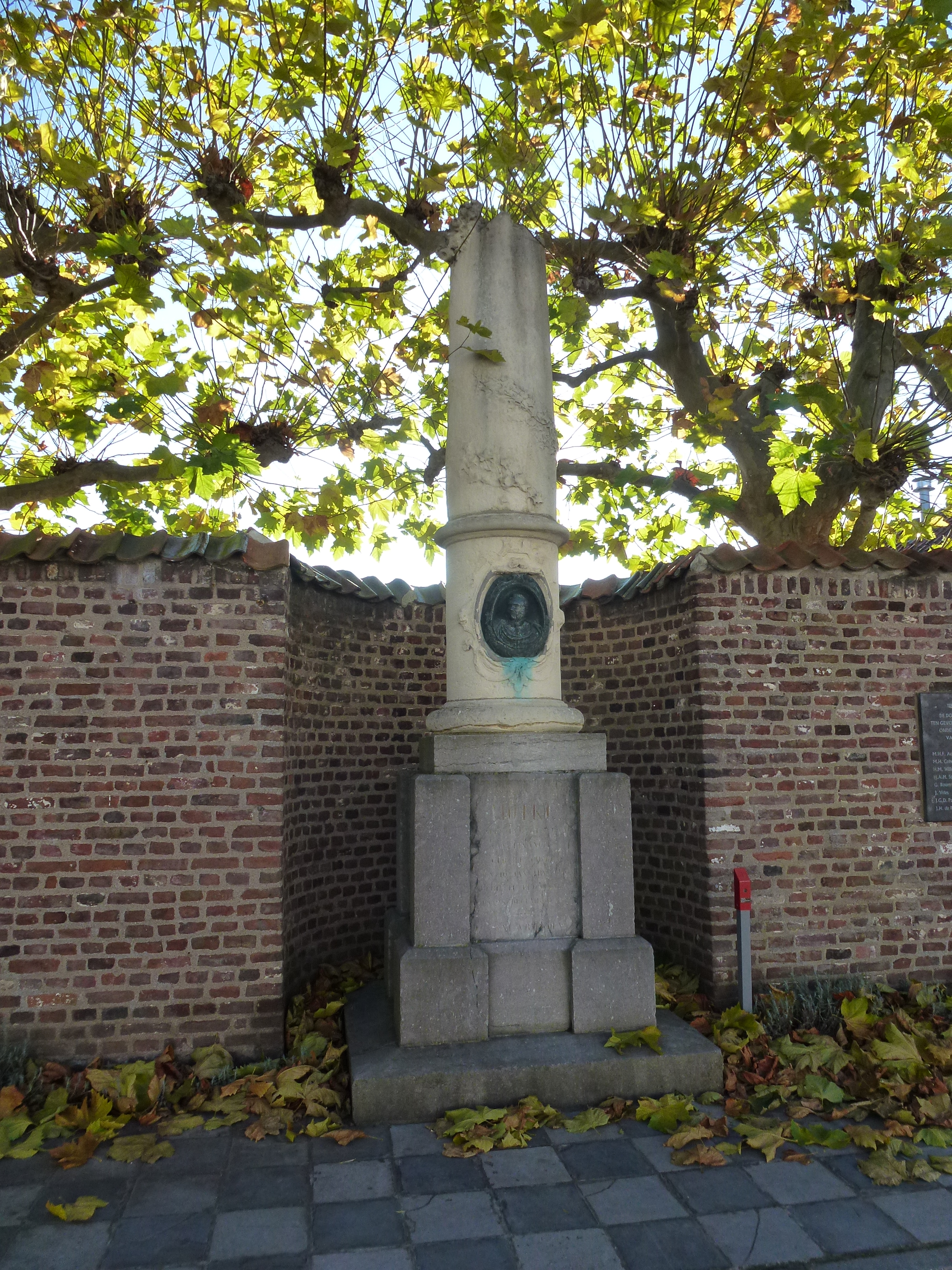
Zuil opgericht voor Pieter Hubertus Baltazaar Motké (1826-1872)

## Aandacht in de media
Op 4 januari 1976 werd in Thorn de allereerste aflevering van de populaire kinderserie Sesamstraat gefilmd, wat in 2006 tijdens een interview in De laatste show verteld werd door Sien Diels, die van 1976 tot 2012 in de serie meespeelde.
Op Koninginnedag 2011, 30 april, bracht koningin Beatrix en haar familie een bezoek aan Thorn. Dit bezoek werd gecombineerd met een bezoek aan Weert.
In 2019 werd er een serie gemaakt over het leven in Thorn, genaamd Typisch Thorn, uit de Typisch serie. Dit programma werd geproduceerd door de BNNVARA.

## Nabijgelegen kernen
Kessenich, Ittervoort, Panheel, Wessem
| Ittervoort    |        |              | Heel | Panheel |
|               |        |              |      |         |
| Kessenich (B) | Wessem |              |      |         |
|               |        |              |      |         |
|               |        | Stevensweert |      |         |

Steden en dorpen:
Beegden · Brachterbeek · Heel · Linne · Maasbracht · Ohé en Laak · Panheel · Stevensweert · Thorn · Wessem

Buurtschappen: Baarstraat · Bilt · Brandt · Eiland · Osen · Pol · Santfort (deels) · Weerd

Voormalige gemeenten: Heel · Maasbracht · Thorn

Limburg: Steden en dorpen      Nederland: Provincies · Gemeenten
Steden in Nederlands-Limburg (met stadsrechten): Echt · Gennep · Kessel · Maastricht · Montfort · Nieuwstadt · Roermond · Sittard · Susteren · Thorn · Valkenburg · Venlo · Weert · Wessem

Steden in Belgisch-Limburg (met stadsrechten): Beringen · Bilzen · Borgloon · Bree · Dilsen-Stokkem · Genk · Halen · Hamont-Achel · Hasselt · Herk-de-Stad · Lommel · Maaseik · Peer · Sint-Truiden · Tongeren

Plaatsen in Nederlands-Limburg (met stedelijke kenmerken): Arcen · Born · Eijsden · Heerlen · Kerkrade · Neeritter · Stein · Stevensweert · Urmond

Nederlands-Limburg: Steden en dorpen